# کارواش (فیلم ۱۹۷۶)
کارواش (به انگلیسی: Car Wash) یک فیلم کمدی آمریکایی محصول سال ۱۹۷۶ است که توسط یونیورسال پیکچرز منتشر شد. این فیلم به کارگردانی مایکل شولتز بر اساس فیلمنامه جوئل شوماخر، بازیگرانی چون فرانکلین آجی، بیل دوک، جورج کارلین، اروین کوری، ایوان دیکسون، آنتونیو فارگاس، جک کهو، کلارنس میوز و لورین گری به ایفای نقش پرداخته‌اند.

## پاسخ انتقادی
این فیلم در حال حاضر بر اساس ۲۷ نقد، امتیاز ۸۹٪ را در راتن تومیتوز با میانگین امتیاز ۶٫۸ از ۱۰ دارد.